# Тілопо бузковогрудий
Тілопо бузковогрудий (Ptilinopus solomonensis) — вид голубоподібних птахів родини голубових (Columbidae). Мешкає на островах Папуа Нової Гвінеї та на Соломонових Островах. Виділяють низку підвидів.

## Підвиди
Виділяють вісім підвидів:
- P. s. johannis Sclater, PL, 1877 — острови Адміралтейства, острови святого Маттія[en] і Новий Гановер[en];
- P. s. meyeri Hartert, E, 1926 — Нова Британія і сусідні острови;
- P. s. neumanni Hartert, E, 1926 — острів Ніссан[en];
- P. s. bistictus Mayr, 1931 — острови Бугенвіль і Бука;
- P. s. ocularis Mayr, 1931 — острів Гуадалканал;
- P. s. vulcanorum Mayr, 1931 — центральні Соломонові острови;
- P. s. ambiguus Mayr, 1931 — острів Малаїта;
- P. s. solomonensis Gray, GR, 1870 — острови Макіра і Уґі[en].

Рожевогруді тілопо раніше вважався підвидом бузковогрудого тілопо, однак був визнаний окремим видом у 2021 році.

## Поширення і екологія
Бузковогруді тілопо живуть у гірських і рівнинних вологих тропічних лісах. Зустрічаються на висоті до 1500 м над рівнем моря.